# Trabant P60
Trabant P60 o Trabant 600 sono i nomi con cui viene indicata la seconda generazione della Trabant, prodotta tra il 1962 e il 1965 dalla casa automobilistica tedesco-orientale Sachsenring.

## Storia e profilo

### Debutto
Il progetto P60, destinato alla realizzazione dell'erede della Trabant P50, fu avviato nel corso del 1961 in maniera tale da proporre un modello di transizione in attesa della Trabant 601, sulla quale si era già iniziato a lavorare fin dal 1959 : per economizzare, si preferì conservare la scocca della P50, nonché la sua piattaforma e la sua meccanica telaistica, ma per quanto riguarda il motore si volle realizzare un'unità più potente in grado di consentire prestazioni migliori rispetto al modello uscente. Il progetto P60 in generale fu sviluppato presso lo stabilimento Barkas, che in quegli anni era invece specializzato nella produzione di autocarri. Fra il dicembre del 1961 e l'aprile del 1962 furono avviati i primi test su strada dei primi prototipi di P60. La messa a punto finale del motore avvenne nel corso dell'estate 1962, quando la P50 si apprestava a vivere le sue ultime settimane di carriera commerciale.
La vettura definitiva fu lanciata nell'ottobre 1962, contemporaneamente al pensionamento definitivo della P50.

### Caratteristiche

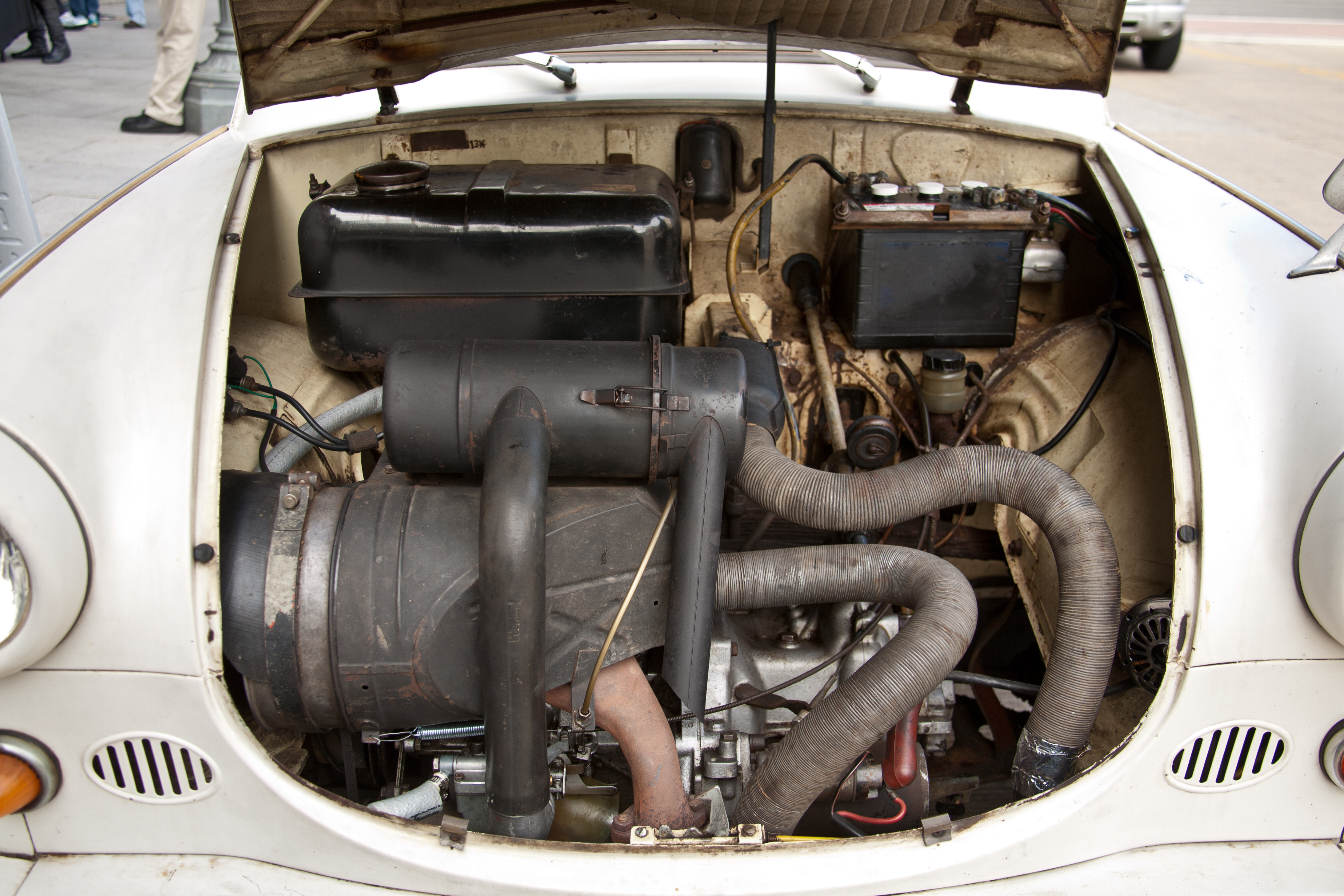
Il motore

Apparentemente identica alla P50 che sostituì, la 600 ne costituì in realtà una marcata evoluzione, soprattutto per quanto riguardava la parte meccanica, rivisitata a fondo. Fu soprattutto il motore ad annoverare le modifiche più profonde e numerose: ferma restando l'architettura generale di tipo bicilindrico a due tempi, la cilindrata fu portata da 499 a 595 cm³ mediante aumento dell'alesaggio da 66 a 72 mm. La corsa rimase invece invariata a 73 mm. Aumentato anche il rapporto di compressione, da 7.2 a 7.6:1, per una potenza massima di 23 CV a 3900 giri/min. Per quanto riguarda la trasmissione, il potenziamento del motore comportò l'adozione di una nuova frizione più robusta. Per il resto, fu mantenuta la soluzione del cambio manuale a 4 marce con dispositivo di ruota libera. La meccanica telaistica rimase invece pressoché invariata e perciò anche nella 600 si ritrovarono le sospensioni a ruote indipendenti sui due assi con semiassi oscillanti al retrotreno, balestre trasversali e ammortizzatori idraulici telescopici a doppio effetto. L'impianto frenante era di tipo idraulico con tamburi sulle quattro ruote.

### Evoluzione

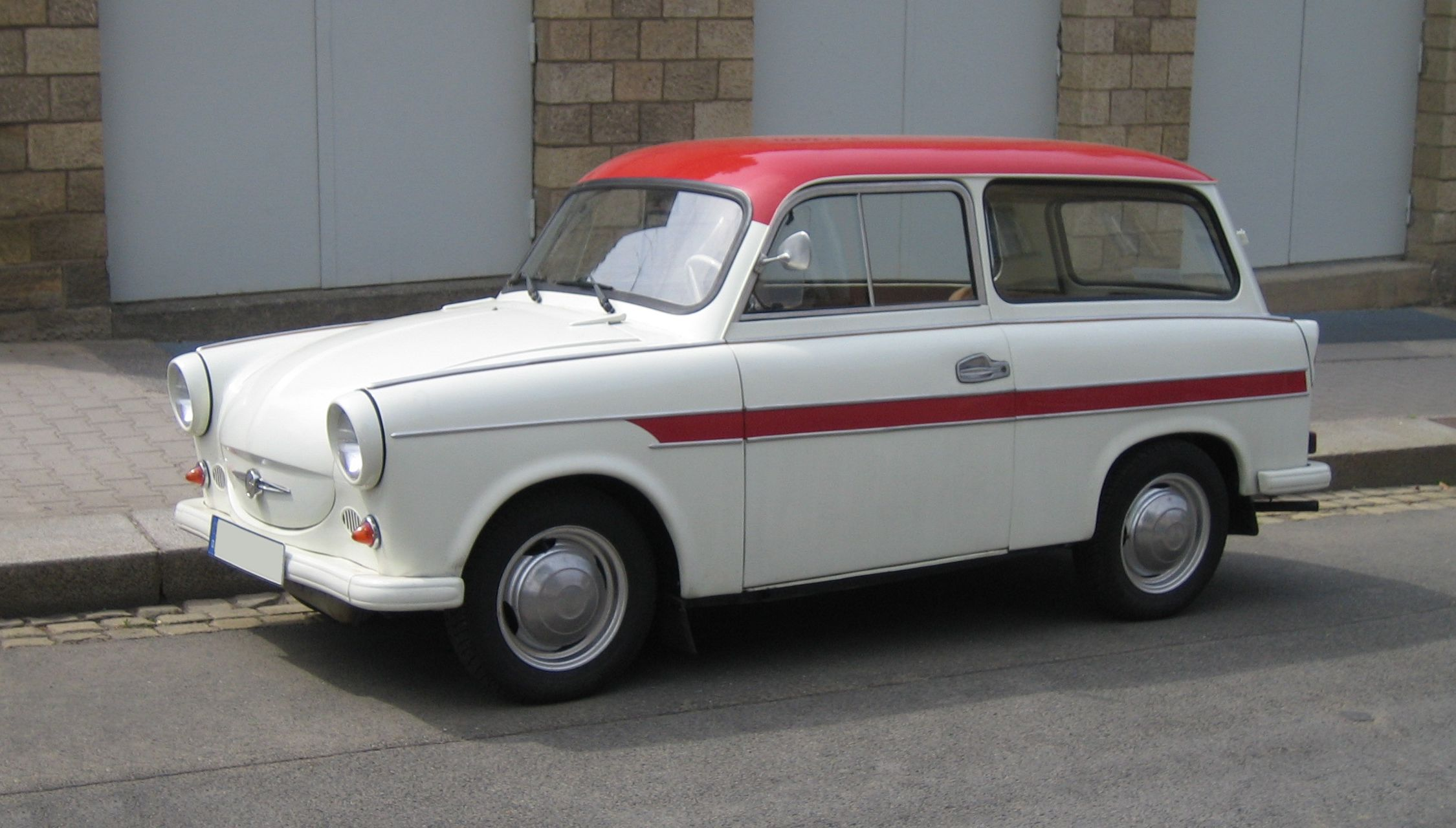
Trabant 600 Kombi

Fin dal suo debutto, la 600 fu proposta nelle due varianti di carrozzeria che avevano già caratterizzato la seconda parte della carriera commerciale della P50, e cioè la berlina a 3 volumi e a 2 porte e la giardinetta. Quest'ultima variante di carrozzeria, come anche nel caso della P50, fu assemblata a Meerane. Due furono anche gli allestimenti disponibili, uno di base e uno più completo. Quest'ultimo era riconoscibile per la striscia colorata (a scelta nei colori azzurro, rosso, giallo, celeste o verde chiaro) che percorreva la fiancata. Un piccolo elemento distintivo rispetto alla P50 fu la scritta 600 posta sotto il nome Trabant in coda. Poco tempo dopo il lancio furono apportate migliorie all'impianto frenante e fu montato un nuovo volante.
Nel corso del 1963 gli aggiornamenti alla gamma riguardarono solo e unicamente la dotazione e gli accessori a richiesta. Tra questi ultimi va senz'altro segnalata l'autoradio, un accessorio atipico in quegli anni per una vettura dello stesso segmento di mercato della Trabant, ma anche il meccanismo di regolazione dello schienale anteriore.
Nel 1964 non si ebbero invece aggiornamenti di sorta: la 600 rappresentò infatti più che altro una parentesi in attesa dello sviluppo della successiva generazione di Trabant, ossia la 601. La breve carriera commerciale di un modello come la 600, che altro non fu se non una versione profondamente rivisitata della P50 (o 500, come si suole chiamarla per distinguerla dalla 600), fu il sintomo di una situazione economica, sociale e industriale pesantemente condizionata da un sistema politico che doveva a tutti i costi entrare a influenzarne le mosse, spesso con lungaggini burocratiche o decisioni che denotavano l'incompetenza più totale dei membri del governo tedesco orientale.
In ogni caso, la carriera commerciale della 600 terminò in due fasi: nel maggio del 1964 la berlina scomparve dal listino, mentre un anno più tardi fu la volta della Kombi. In totale furono 106.987 gli esemplari prodotti, di cui 36.244 Kombi.

### Scheda tecnica
| Modello                            | Trabant P60 (o 600)                                                                                              | Trabant P60 (o 600)                                                                                              |
| ---------------------------------- | --- | --- |
| Varianti di carrozzeria            | Berlina 3 volumi 2 porte                                                                                         | Giardinetta |
| Anni di produzione                 | 10/1962-05/1964                                                                                                  | 10/1962-05/1965                                                                                                  |
| Esemplari prodotti                 | 70.743 | 36.244 |
| Prezzo al debutto in DDM           | 8.840 (per la berlina in allestimento completo)                                                                  | 8.840 (per la berlina in allestimento completo)                                                                  |
| Motore                             | Sachsenring P60 a due tempi, di origine DKW e raffreddato ad aria                                                | Sachsenring P60 a due tempi, di origine DKW e raffreddato ad aria                                                |
| Posizione                          | Anteriore trasversale                                                                                            | Anteriore trasversale                                                                                            |
| Numero e disposizione dei cilindri | Due cilindri in linea                                                                                            | Due cilindri in linea                                                                                            |
| Cilindrata (cm³)                   | 595 | 595 |
| Alesaggio e corsa (mm)             | 72 x 73 | 72 x 73 |
| Alimentazione                      | Un carburatore orizzontale BVF 28HB                                                                              | Un carburatore orizzontale BVF 28HB                                                                              |
| Rapporto di compressione           | 7.6:1 | 7.6:1 |
| Potenza massima (CV/rpm)           | 23/3900 | 23/3900 |
| Coppia massima (Nm/rpm)            | 51/2750 | 51/2750 |
| Trazione                           | Anteriore | Anteriore |
| Cambio                             | Manuale sincronizzato a 4 marce                                                                                  | Manuale sincronizzato a 4 marce                                                                                  |
| Frizione                           | Monodisco a secco                                                                                                | Monodisco a secco                                                                                                |
| Struttura                          | Pianale a piattaforma in acciaio con scocca imbullonata, sempre in acciaio, e pannelli carrozzeria in Duroplast  | Pianale a piattaforma in acciaio con scocca imbullonata, sempre in acciaio, e pannelli carrozzeria in Duroplast  |
| Sospensioni ant.                   | A ruote indipendenti con triangoli, balestra trasversale e ammortizzatori idraulici telescopici a doppio effetto | A ruote indipendenti con triangoli, balestra trasversale e ammortizzatori idraulici telescopici a doppio effetto |
| Sospensioni post.                  | A ruote indipendenti con assale oscillante , balestra trasversale e ammortizzatori idraulici telescopici         | A ruote indipendenti con assale oscillante , balestra trasversale e ammortizzatori idraulici telescopici         |
| Impianto frenante                  | Idraulico, freni a tamburo sulle quattro ruote                                                                   | Idraulico, freni a tamburo sulle quattro ruote                                                                   |
| Pneumatici                         | 5.20-13 | 5.20-13 |
| Massa in ordine di marcia          | 620 | 660 |
| Serbatoio                          | 24 litri | 24 litri |
| Velocità massima                   | 100 | 100 |
| Accelerazione 0–100 km/h           | 26 secondi | 26 secondi |